# Laila Morse
Pour les articles homonymes, voir Morse.
Laila Morse, née Maureen Oldman le 1er août 1945 à Londres (Royaume-Uni), est une actrice anglaise, particulièrement connue pour son interprétation de Mo Harris dans EastEnders.

## Biographie
Elle est la sœur aînée de l'acteur Gary Oldman.
"Laila Morse" est une anagramme pour une phrase italienne signifiant "ma sœur" (Mia Sorella), nom qu'elle a pris après sa rencontre avec la compagne de Gary Oldman d'alors, Isabella Rossellini.
Elle se maria avec Gerald Bromfield de 1962 à 1970, et ils eurent deux enfants, Gerry et Tracy Bromfield.
En 2012 elle participe à Dancing on Ice 7, la version originale d'Ice Show. L'année suivante elle est candidate au jeu populaire I'm a Celebrity... Get Me Out of Here! 13.

## Filmographie

### Au cinéma
- 1997 : Ne pas avaler (Nil by Mouth) : Janet
- 1998 : One in Something :
- 1999 : Life of a Lighter : Aunty
- 2000 : Gangsters, Sex & Karaoke : Laila

### À la télévision
- 1997 : Brigade volante : Janice Ryan
- 1999 : Les Grandes Espérances : Molly
- 2000-aujourd'hui : EastEnders : Mo Harris